# Marie Klánová-Panznerová
Marie Klánová-Panznerová (rozená Marie Panznerová, 14. září 1865 Praha-Malá Strana – 28. února 1956 Praha) byla česká operní pěvkyně (sopranistka) pražského Národního divadla.

## Život

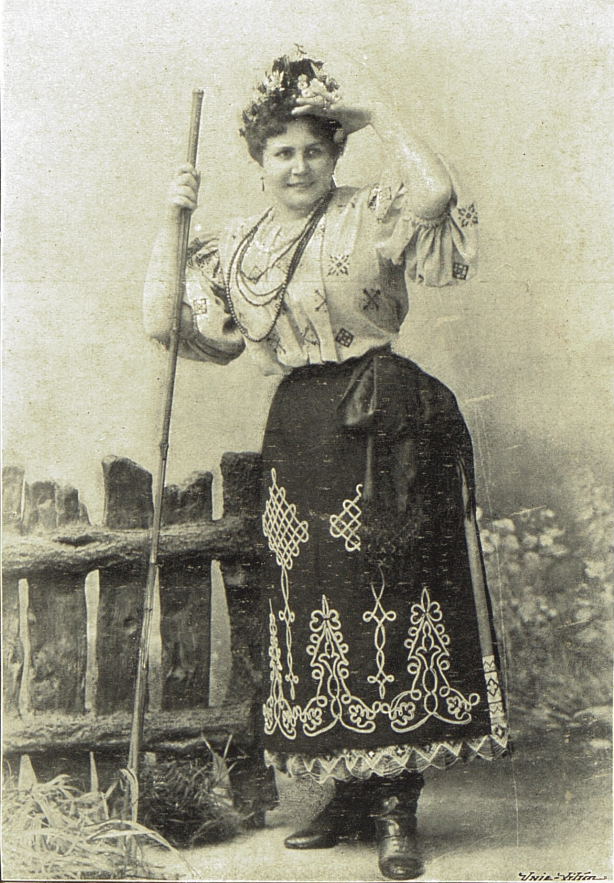
Marie Klánová-Panznerová v blíže nespecifikované operní roli (Národní divadlo, cca 1907)

Narodila se na Malé Straně v Praze. Vzdělání získala na obecné a vzorné škole u Panny Marie Vítězné a následně na vyšším dívčím penzionátu Lvovských slečen, kde se naučila mj. jazykům a hře na piano. Hodiny zpěvu navštěvovala od roku 1879 u operního pěvce Jana Ludvíka Lukese. Svého prvního vystoupení se dočkala na jevišti Národního divadla 4. září 1884 v roli Lidunky ve Weberově opeře Čarostřelec, po zdárném absolvování hlavní role v opeře Mignon v listopadu téhož roku jí bylo nabídnuto stálé angažmá, které i přes lukrativní nabídky ze zahraničí přijala, a nahradila tak odcházející Irmu Reichovou. V Národním divadle setrvala až do ukončení kariéry roku 1910.
Zemřela 28. února 1956 v Praze ve věku 90 let.

## Dílo
Na prknech Národního divadla ztvárnila přes sto operních rolí různých charakterů. Rovněž byla součástí premiérových obsazení oper význačných českých autorů: Káča v Dvořákově Čertovi a Káče (premiéra 23. listopadu 1899), Radana ve Fibichově Pádu Arkuna (premiéra 3. listopadu 1900) a dalších.